# Tolóerő-tömeg arány
A tolóerő-tömeg arány dimenzió nélkül használt számérték, mely kifejezi, hogy egy rakéta, repülőgép vagy sugárhajtómű tolóereje hányszorosa a rá ható súlyerőnek. Jellemzően ilyen szerkezetek teljesítményének, illetve a repülési tulajdonságok összehasonlítására használják. 
A repülőgépek tolóerő-súly aránya 0 (például vitorlázó repülőgépek) és 1,2 (vadászrepülőgépek) között alakul, a repülőgép-hajtóművek hasonló adata ennél lényegesen nagyobb (mivel tolóerejük – egyhajtóműves repülőgép esetén – ugyanakkora, mint a repülőgép tolóereje, tömegük ennél lényegesen kisebb). A földről való függőleges felszálláshoz legalább 1,0 tolóerő-tömeg arány szükséges (azaz a hajtómű tolóereje legyen képes a repülőeszköz súlyának legyőzésére). A tolóerő-súly arány egyúttal megadja a repülőeszköz legnagyobb vízszintes gyorsulását is (a földi nehézségi gyorsulás ennyiszeresét eléri).
| Repülőeszköz         | Tolóerő-tömeg arány |
| -------------------- | ------------------- |
| C–17 Globemaster III | 0,227               |
| XB–70 Valkyrie       | 0,314               |
| A–10 Thunderbolt II  | 0,36                |
| B–1 Lancer           | 0,37                |
| F–86 Sabre           | 0,38                |
| Airbus A320          | 0,38                |
| MiG–25               | 0,45                |
| Harrier              | 0,67                |
| Szu–22               | 0,71                |
| JAS 39 Gripen        | 0,81                |
| F–16 Fighting Falcon | 0,898–1,09          |
| F–15 Eagle           | 1,04                |
| Szu–27               | 1,06-1,085          |
| MiG–29               | 1,08-1,1            |
| F–22 Raptor          | 1,17                |

Több repülőeszköz objektív összehasonlításhoz szükséges, hogy a tolóerő-súly arányokat hasonló körülmények (például levegősűrűség és -hőmérséklet, hasznos terhelés) között végezzék el, mert ez alapvetően megváltoztatja az arányokat. Vadászrepülőgépek esetén például ezen értéket teljes légiharc-fegyverzettel és a tüzelőanyag-készlet felével szokás számolni.